# Tom-tom (musik)
 For alternative betydninger, se Tom-tom. (Se også artikler, som begynder med Tom-tom)
En tom-tom eller koncert tom-tom er en cylindrisk tromme placeret på et stativ, hvor udøveren spiller dem siddende eller stående med stikker eller køller. Tom-tom'erne er aflange og uden bundskind, med metalbespænding i bunden. Tom-tom trommer har således ikke, sådan som lilletrommen har, metalfjedre (seidinger) spændt ud under det nederste trommeskind, hvorfor tom-tom lyden derfor ligger noget nærmere stortrommens end lilletrommens klangfarve.
Tom-tom trommerne, der ikke må forveksles med hverken bongo trommer eller conga trommer, kan som betegnelse både referere til et par mindre trommer i et trommesæt, der sammenkoblet sædvanligvis monteres hængende på stortrommens øvre kant - eller også til en enkelt større gulv tom-tom, placeret på egne ben på gulvet ved siden af lilletrommen (evt. i flere størrelser ved siden af hinanden).
Ud over at være standardtilbehør på ethvert moderne trommesæt i dag inden for den rytmiske musik, ses de også benyttet i den nyere klassiske orkestermusik, såsom Igor Stravinskys Historien om en Soldat eller Le Noches, samt i harmoniorkester og store rytmiske ensembler.
Tom-tom trommerne, der formentlig er af indiansk oprindelse, startede med at vinde indpas som fast element i jazzmusikkens standard-trommesæt allerede i begyndelsen af 1900-tallet.